# Scottish Widows
Scottish Widows est la mutuelle d'assurance vie écossaise, créée à l'origine, en 1815, pour venir en aide aux femmes écossaises ayant perdu leur mari, à la suite des guerres napoléoniennes.
Ces « veuves écossaises » eurent pendant longtemps peu d'influence sur les marchés financiers internationaux. Mais, à la fin des années 1970, ce fonds sert de relais aux « pension funds » (fonds de pension) américains dans l'objectif de diversifier les actifs par des placements en Europe. La Standard Life est la plus importante des Scottish Widows.